# BCC (butikskedja)
BCC är en nederländsk butikskedja för hemelektronik som har 42 varuhus i Nederländerna. Företaget har 983 anställda (år 2007) och ägs av Kesa Electricals Plc.